# Притча о богаче (картина)
«Притча о богаче» — картина голландского художника Рембрандта Харменса ван Рейна, созданная в 1627 году. Ранняя работа художника, на которой при помощи светотени изображён старик, держащий монету. Работа находится в коллекции Берлинской картинной галереи.

## Библейский сюжет
Тема картины восходит к притче из Евангелия от Луки (12:16-21). Иисус рассказывает эту притчу в ответ на вопрос человека, у которого возник спор с братом по поводу наследства. Мораль притчи: не жди счастья в жизни от земных благ, ты потеряешь их все после смерти. Человек, о котором идет речь, назван глупцом за то, что думает только о себе и не обращает внимания на других и на Бога. Но в конечном итоге именно от этого зависит ваше счастье.

## Описание
Рембрандт изобразил старика в почти полностью тёмной комнате, освещённой лишь одной свечой. Он сидит за столом, заваленным книгами и бумагами, частично написанными на иврите, что свидетельствует о его еврейском происхождении. На его носу — пенсне, с помощью которого он внимательно изучает монету, зажатую между пальцами правой руки. Пламя свечи скрыто за этой рукой. Оно слабо светится между пальцами, но не видно зрителю. Однако пламя достаточно сильное, чтобы полностью осветить человека и часть стола и реквизита. Особенно ярко освещено лицо мужчины, на котором чётко и детально прорисованы морщины, нос и очки. По замыслу Рембрандта, освещение должно акцентировать внимание на наиболее важных моментах сцены, в частности, на сосредоточенном мышлении и солипсизме старика, поглощённого своими деньгами. Менее важные атрибуты, такие как ящик с весами и большинство записей (в том числе огромная бухгалтерская книга справа от старика), кажутся намеренно затенёнными. Старик одет в роскошную одежду, с меховым головным убором, эполетами и кружевным воротником; на его плечах — эполеты и норка, как знак его достатка. Считается, что моделью для фигуры послужил отец Рембрандта.
Рембрандт написал «Притчу о богаче» в возрасте двадцати одного года, в лейденский период своей жизни. Его стиль тогда был более утончённым, чем в поздний период. Он писал в основном тонкими кистями. В первую очередь, уже в этой работе проявилось его исключительное мастерство светотени. О возможном заказчике картины ничего не известно, но различные элементы, связанные с мирским богатством, отсылают к суете и её быстротечности, что можно связать с упомянутой выше притчей.

## Восприятие

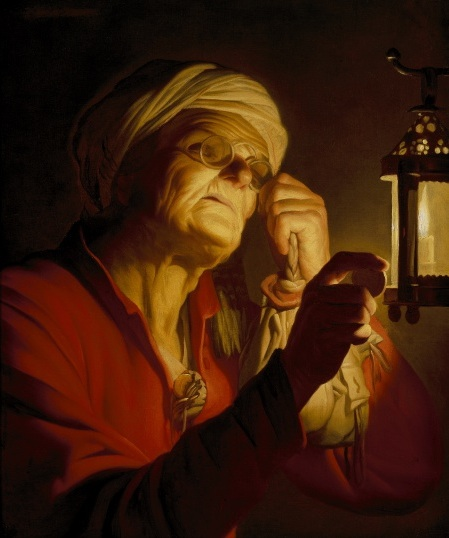
Г. ван Хонтхорст «Старуха, рассматривающая монету»

Тема притчи о богатом дураке связывалась с этим произведением и в более ранние времена, но широкое признание получила только после всестороннего анализа и интерпретации, проведённой в 1984 году немецким искусствоведом Кристианом Тюмпелем. Берлинская картинная галерея, в коллекции которой находится работа, также приняла его выводы и адаптировала название. Тем не менее, обращение к библейскому сюжету не является бесспорным. Искусствоведы Боб ван ден Бугерт, Рулоф ван Стратен и оксфордский профессор Дэвид Б. Гоулер, критикуют анализ Тюмпеля, указывая, в частности, на избирательность интерпретаций, отсутствие символики vanitas и на то, что в то время было написано больше подобных работ, особенно старух, которые в целом считаются обычными жанровыми произведениями. В частности, в качестве возможного источника вдохновения для рассматриваемой здесь работы Рембрандта некоторые называют произведение Геррита ван Хонтхорста 1623—1624 годов «Старуха, рассматривающая монету».